# Carcinops
Carcinops är ett släkte av skalbaggar som beskrevs av Sylvain Auguste de Marseul 1855. Carcinops ingår i familjen stumpbaggar.

## Dottertaxa tillCarcinops, i alfabetisk ordning[1][2]
- Carcinops alberti
- Carcinops assimilis
- Carcinops atrata
- Carcinops bellula
- Carcinops biinterrupta
- Carcinops blandfordi
- Carcinops carinata
- Carcinops cavisternum
- Carcinops collaris
- Carcinops consors
- Carcinops corticis
- Carcinops cribripuga
- Carcinops cuprina
- Carcinops densepunctata
- Carcinops dominicana
- Carcinops exigua
- Carcinops eximia
- Carcinops fumosa
- Carcinops galapagoensis
- Carcinops gilensis
- Carcinops lanista
- Carcinops latiuscula
- Carcinops lauta
- Carcinops merula
- Carcinops mimetica
- Carcinops misella
- Carcinops miserula
- Carcinops opuntiae
- Carcinops ovatula
- Carcinops papagoana
- Carcinops parvula
- Carcinops penatii
- Carcinops peruviana
- Carcinops plaumanni
- Carcinops prasina
- Carcinops pumilio
- Carcinops punctinotum
- Carcinops salome
- Carcinops schwarzi
- Carcinops scotti
- Carcinops sinensis
- Carcinops subcarinatus
- Carcinops tantilla
- Carcinops tejonica
- Carcinops tenella
- Carcinops tibialis
- Carcinops tristicula
- Carcinops troglodytes
- Carcinops tuberata
- Carcinops viridicollis